# Squalus lalannei
 Squalus lalannei  — вид рода колючих акул семейства катрановых акул отряда катранообразных. Обитает в западной части Индийского океана. Встречается на глубине до 1000 м. Максимальный зарегистрированный размер 78,8 см. Не является объектом коммерческого промысла. Известен всего по двум экземплярам.

## Таксономия
Впервые научно вид описан в 2003 году. Голотип представляет собой  самку длиной 78,8 см, пойманную в 1998 в водах атолла Альфонс, Сейшельские острова на глубине 1000 м. Паратип: самец длиной 61,5 см, пойманный там же и тогда же. Вид назван в честь Мориса Лусто-Лаллане, Главного исполнительного директора Совета по туризму Сейшельских островов. 

## Ареал
Squalus lalannei обитают в западной части Индийского океана в водах атолла Альфонс, Сейшельские острова, на глубине до 1000 м. 

## Описание
Максимальный зарегистрированный размер составляет 78,7 см. Тело удлинённое, Рыло вытянутое. Овальные глаза вытянуты по горизонтали. Позади глаз имеются брызгальца.  У основания спинных плавников расположены длинные шипы. Первый спинной плавник крупнее второго. Хвостовой плавник асимметричный. Анальный плавник отсутствует. Характеризуется малым количеством спинных позвонков — 67—69. Окраска серого цвета. Кончики спинных плавников имеют тёмную окантовку.

## Взаимодействие с человеком
Крайне редкий вид. Не является объектом целевого промысла. В качестве прилова может попадаться в рыболовные снасти. На Сейшелах рыбная ловля глубже 600 м отсутствует. Данных для оценки Международным союзом охраны природы статуса сохранности вида недостаточно. 